# Lepidodermella zelinkai
Lepidodermella zelinkai är en djurart som tillhör fylumet bukhårsdjur, och som först beskrevs av Konsuloff 1914.  Lepidodermella zelinkai ingår i släktet Lepidodermella och familjen Chaetonotidae. Inga underarter finns listade i Catalogue of Life.